# VI Corpo d'armata (Esercito Italiano)
Il VI Corpo d'armata fu una grande unità militare dell'Esercito Italiano.

## Storia
Il VI Corpo d'armata trae origine dal 6º Comando Generale di Napoli e venne istituito nel 1877, con quartier generale a Firenze, quando con decreto 22 marzo 1877 vennero istituiti i comandi di corpo d'armata, subentrando al 6º Comando Generale.
Allo scoppio della prima guerra mondiale venne inquadrata nella 3ª Armata, mentre nella parte finale del conflitto il VI Corpo d'armata era inquadrato nella 4ª Armata del Grappa.
Nel 1926 il quartier generale venne spostato da Firenze a Bologna con la nuova denominazione di VI Corpo d’armata di Bologna con la seguente fisionomia organica:
Nell corso del secondo conflitto mondiale, nel 1941 prese parte all'occupazione della Jugoslavia e dopo la capitolazione della Jugoslavia le unità che costituivano il Corpo d'armata vengono dislocate in Dalmazia e Croazia, prendendo parte dal 9 ottobre al 9 novembre a una vasta azione antipartigiana al confine serbo-croato assieme alle divisioni dipendenti.
Nel settembre 1943 la grande unità cessò l'attività in seguito alle vicende armistiziali.

### La ricostruzione
Nel dopoguerra il VI Corpo d'armata venne ricostruito nel 1952 con quartier generale a Bologna incorporando la Divisione fanteria "Trieste" il cui quartier generale era a Bologna e la Divisione fanteria "Friuli" il cui quartier generale era a Firenze, che in precedenza erano inquadrate rispettivamente nel VI Comando Militare Territoriale di Bologna e nel VII Comando Militare Territoriale di Firenze.
Dopo la sua costituzione la fisionomia organica era la seguente:
- Divisione fanteria "Trieste"
- Divisione fanteria "Friuli"

Truppe di Corpo d'Armata
- VI Battaglione Carri - su M26 PERSHING
- II Gruppo Artiglieria Semovente - su M7 PRIEST
- 6º Reggimento Artiglieria Pesante Campale
- 18º Reggimento Artiglieria Controaerei Pesante di stanza a Rimini (FO)
- VI Sezione Aerei Leggeri - con velivoli L-21A
- 2º Reggimento Genio Pontieri
  - I Battaglione Genio Ferrovieri
  - II Battaglione Genio Pontieri
  - III Battaglione Genio Pontieri
  - Compagnia Addestramento Reclute Pontieri
  - Compagnia Parco del Genio Pontieri
- VII Battaglione Trasmissioni di Corpo d'Armata
- Comando Unità Servizi

Nel 1960 le due Divisioni vennero configurate in brigate. Nel 1963 nel VI Corpo d'armata venne incorporata anche la I Brigata paracadutisti che nel 1967 sarebbe diventata la Brigata paracadutisti "Folgore".
Dopo l'inquadramento della Brigata paracadutisti la configurazione della grande unità era la seguente:
- Brigata fanteria "Trieste"
- Brigata fanteria "Friuli"
- I Brigata paracadutisti (dal 1967 sarebbe diventata la Brigata paracadutisti "Folgore")

Truppe di Corpo d'Armata
- VI Battaglione Carri - su carri armati medi M47 PATTON
- 6º Reggimento "Lancieri di Aosta"
- 6º Reggimento Artiglieria Pesante Campale
  - II Gruppo Artiglieria Pesante Semovente - su semoventi M101 da 203/25
- 2º Reggimento Genio Pontieri di stanza a Piacenza
  - I Battaglione Genio Ferrovieri
  - II Battaglione Genio Pontieri
  - III Battaglione Genio Pontieri
  - Compagnia Addestramento Reclute Pontieri
  - Compagnia Parco del Genio Pontieri
- Reggimento Genio Ferrovieri di stanza a Castel Maggiore (BO)
  - I Battaglione Genio Ferrovieri
  - VI Battaglione Genio Pionieri di Corpo d'Armata
  - Compagnia Esercizio Linee Ferroviarie
- VI Battaglione Trasmissioni di Corpo d'Armata
- Comando Unità Servizi

Il 1º aprile 1972 il VI Corpo d'armata venne sciolto e le tre brigate  e le truppe di corpo d'armata che erano inquadrate nella grande unità, sono passate alle dipendenze del VII Comando militare territoriale - Regione Militare "Tosco-Emiliana" costituitosi nel 1958 in seguito all'unificazione del VI Comando militare territoriale di Bologna e del VII Comando militare territoriale di Firenze.